# アベオクタ
アベオクタ(Abeokuta)は、ナイジェリア南西部の都市。オグン州の州都。人口593,140人（2005年）。ラゴスから北に鉄道で約103km北にあり、ラゴスとイバダンの間に位置する。アベオクタとはヨルバ語で「岩の下」を意味するが、その名の通りオルモ・ロックという巨大な岩の下に町が広がっている。オルモ・ロックは街のシンボルであり、ヨルバ人の聖地のひとつとして知られ、岩には多くの祠が作られ、さまざまな神々を祀っている。

## 歴史
アベオクタは1825年、ダホメ王国及びイバダン王国の奴隷狩りから逃れた人々が集まって建設された。当時ヨルバ人社会は強国オヨ王国の滅亡により戦国時代となっており、オヨをはじめとするヨルバランド各地からの避難民は、アベオクタを瞬く間に一大都市に成長させた。それ以前にも、オルモ・ロックを崇めるヨルバ人の一グループ・エグバ人の村が存在したものの、これ以後はさまざまなヨルバ人が混在するようになった。
1851年と1864年、アベオクタの軍はダホメの奴隷狩りを打ち負かした。1893年、アベオクタはイギリスの支配下に入った。

## 経済
現在、アベオクタはゴムやヤム、パームオイルの集散地として栄えている。

## 出身者
この街の著名な出身者としては、オルシェグン・オバサンジョ前大統領や、ノーベル文学賞を受けたウォーレ・ショインカなどがいる。